# جون هوبكينز (ناشط سياسي)
جون هوبكنز (جون فيكتور ليندسي هوبكنز)
ولد جون هوبكنز عام 15 أغسطس 1937 في إنجلترا وبالتحديد في سلو باكينجهامشير عن عمر 77 سنه حيث توفي 30 يناير 2015 وكان بريطاني الجنسية
عمل في حياته مصورا وصحفيا، باحثا وناشطا سياسيا وكان أحد أشهر الشخصيات السرية في "Swinging London"  في أواخر الستينيات.
كان أحد الطلاب الحاصلين على منحة من  جامعة كامبريدج  سنة 1955وتخرج منها عام  1958 بتخصص  الفيزياء والرياضيات...
بعد ذلك عمل كفني مختبر في مؤسسة أبحاث الطاقة الذرية في هارويل، أوكسفوردشاير.
حصل في حياته أن ذهب هوبكنز في رحلة إلى موسكو لحضور مهرجان الشباب الشيوعي، ولم ينجح الأمر بسبب إلغاء تصريحه الأمني.
انتقل هوبكنز إلى لندن في بداية عام 1960، وعمل هناك كمصور للصحف والمجلات الموسيقية منها: جاز نيوز، الجارديان، ميلودي ميكر وبيس نيوز..
كما صور العديد من الموسيقيين اللامعين منهم  فرقة البيتلز ورولينج ستونز. كما قام بتسجيل الجانب البائس في لندن، بصور لصالونات الوشم، والمقاهي، والبغايا، والفتشي ومسيرات السلام وصور أيضا تصوير شخصيات بارزة معادية للثقافة بما في ذلك ألين جينسبيرج ومالكولم إكس.
عمل هوبكنز على إنشاء مدرسة في عام 1966، ساعد ه على  ذلك شخص يدعى: Rhaune Laslett سميت هذه المدرسة: London Free School في نوتينغ هيل. وبعدها أنشئ كرنفال نوتنج هيل، ونظم من قبل لاسليت بتوجيه من نشطاء محليين منهم مايكل إكس. وأصبح لهذه المدرسة صحيفة تعنى بأخبارها وسميت The Gate....
كان ل هوبكنز دور سياسي حيث انتخب هوبكنز للمحاكمة من قبل هيئة محلفين من شعاراته «أن الحشيش غير ضار وأنه ينبغي تغيير القانون» وأعتقل تسعة أشهر  بتهمة الاحتفاظ بمكان لتدخين الحشيش بمدة ووصف أنه (آفه على المجتمع).
كما عمل  هوبكنز عضوًا في هيئة تحرير IT′s ومساهمًا رئيسيًا فيها، وأسس BIT كذراع للمعلومات والحركة وعمل في صحيفه تعنى ب تكنلوجيا المعلومات وقام بتحرير مجلة مركز الدراسات التلفزيونية المتقدمة
كما شارك هوبكنز في البحث عن الاستخدامات الاجتماعية للفيديو لمنظمة اليونسكو ومجلس الفنون في بريطانيا العظمى ووزارة الداخلية وغيرها. في وقت لاحق، عمل كصحفي تقني في مطبعة تجارة الفيديو، وشارك في تأليف دورات فيديو للتعلم عن بعد. بعد ذلك، قام بالتقاط وعرض تصوير الماكرو للزهور والنباتات الأخرى، وشارك في تأليف أوراق عن الكيمياء الحيوية النباتية في جامعة وستمنستر.